# Laurids Engelstoft

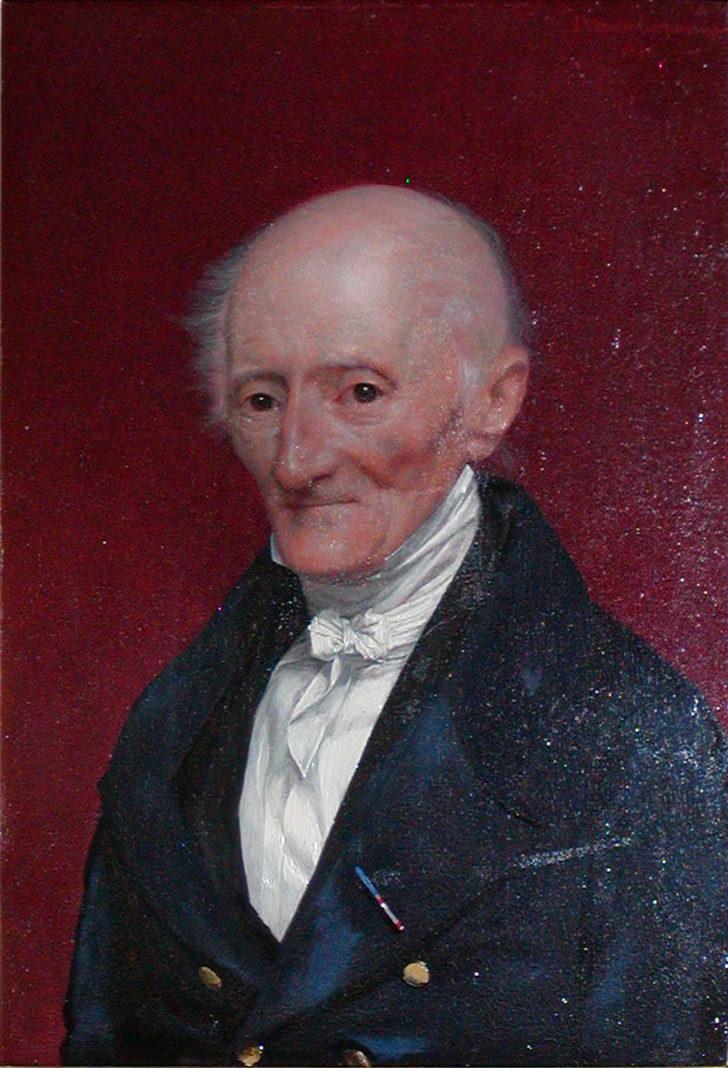
Laurids Engelstoft.

Laurids Engelstoft, född 2 december 1774 i Gislum prästgård i Hobro, död 14 mars 1851, var en dansk historiker, morbror och adoptivfar till Christian Thorning Engelstoft.
Engelstoft bedrev grundläggande studier i Randers och inskrevs 1791 vid Köpenhamns universitet, där han 1796 avlade teologisk ämbetsexamen och 1797 disputerade på avhandlingen Hieronymo Stridonensi. Han studerade därefter i utlandet, bland annat i Göttingen.
Engelstoft blev 1803 extra ordinarie och 1810 ordinarie professor i historia i Köpenhamn, en befattning vilken han lämnade 1845. Åren 1812–1832 och 1840–1848 var han även medlem av direktionen över universitetet och de lärda skolorna. Han blev utländsk ledamot av Vitterhetsakademien 1842.
Engelstoft författade flera ypperliga avhandlingar, till exempel Forsøg til en Skildring af Qvindekjønnets huslige og borgerlige Kaar hos Skandinaverne før Christendommens Indførsel (1798), Philip August, Konge af Frankrig, og Ingeborg, Prindsesse af Danmark (1801) och Tanker om Nationalopdragelsen (1808). Hans Udvalgte Skrifter utkom i tre band 1859–1862.